# Edmund Bergler

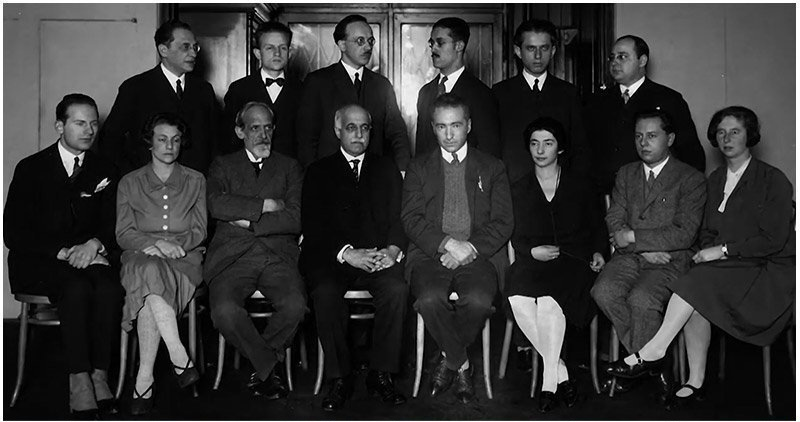
Edmund Bergler im Wiener Psychoanalytischen Ambulatorium 1922 (stehend, 1. von rechts).
Foto: Ludwig Gutmann

Edmund Bergler (geboren 20. Juli 1899 in Kolomea, Galizien, Österreich-Ungarn; gestorben 6. Februar 1962 in Brooklyn) war ein österreichisch-US-amerikanischer Psychoanalytiker.

## Leben
Edmund Bergler war ein Sohn des Apothekers Alexander Bergler und der Ernestine Schapira, die mit ihm 1913 nach Wien zogen. Er wurde 1917 Soldat im Ersten Weltkrieg und studierte nach Kriegsende Medizin an der Universität Wien. Er spezialisierte sich nach 1926 als Internist und praktizierte ab 1927. Er besuchte das Wiener Psychoanalytische Institut und machte eine Lehranalyse bei Wilhelm Reich und Helene Deutsch. Er arbeitete in der 1928 von Marie Frischauf und Reich in Wien gegründeten „Sozialistischen Gesellschaft für Sexualberatung und Sexualforschung“ mit. Von 1933 bis 1935 war er leitender Arzt in der Klinik der Wiener Psychoanalytischen Vereinigung. 1929 heirateten er und die Wiener Fotografin Marianne Leitner-Blumberger (1897–1980).
Nach dem Anschluss Österreichs mussten auch Bergler und seine Frau im November 1938 aus dem Deutschen Reich emigrieren. Über Frankreich erreichten sie die amerikanische Ostküste. Bergler gelang es, sich in New York City als Psychiater niederzulassen und wurde 1943 US-Staatsbürger. Er veröffentlichte in den nächsten Jahren eine Vielzahl von Schriften in englischer Sprache, am Ende wurden 27 Bücher, davon 24 in Englisch, gezählt, dazu 300 Zeitschriftenbeiträge. Das Archiv der Edmund and Marianne Bergler Foundation verwaltet weitere 20 Buchmanuskripte. Die zum Teil für ein Massenpublikum geschriebenen Bücher erzielten auch Neuauflagen, Berglers Beiträge wurden auch in den Magazinen Coronet, Cosmopolitan und Charm gedruckt. In Harper’s Bazaar erschien 1958 die Frage Are you Money Neurotic?. Für die Fachwelt forschte und publizierte Bergler über die Grundbegriffe der Freudschen Psychoanalyse, Über-Ich, Masochismus und Orale Phase, sowie über die Geschlechtskälte der Frau, die Impotenz des Mannes, die Homosexualität und auch über den Humor. Als Hauptwerke gelten The Basic Neurosis (1949) und The Superego (1952).
Bergler wurde Mitglied der American Psychoanalytic Association und war seit 1942 Mitglied der New York Psychoanalytic Society, hatte dort aber wegen seines Eigensinns keine Freunde. Bergler unterrichtete am Bellevue Psychiatric Hospital, in der Cooper Union und der University of Cincinnati.
Nach Ansicht der sehr wenigen Bergler-Adepten war Bergler der einzige der Schüler Sigmund Freuds, der in der Spur von Freuds Werk blieb und keine eigene Schule aufmachte. Bergler gilt trotz der Vielzahl seiner Schriften heute als vergessen.

## Schriften (Auswahl)
- mit Eduard Hitschmann: Die Geschlechtskälte der Frau: ihr Wesen und ihre Behandlung. Wien : Verl. d. „Ars Medici“, 1934.
- Talleyrand, Napoleon, Stendhal, Grabbe: psychoanalytisch-biographische Essays. Wien : Internat. Psychoanalytischer Verlag, 1935.
- Zur Psychologie des Hasardspielers, in: Imago, 22, 1936.
- Die psychische Impotenz des Mannes. Bern: Huber, 1937.
- Unhappy Marriage and Divorce. Einführung A.A. Brill. New York: International Universities Press, 1946.
- The Psychopathology of Bargain Hunters, in: Journal of Clinical Pathology, 8, 1947, S. 623–627, übersetzt von Eva Borneman: Die Psychopathologie des Gelegenheitsjägers, in: Ernest Borneman: Psychoanalyse des Geldes: eine kritische Untersuchung psychoanalytischer Geldtheorien. Suhrkamp, Frankfurt am Main 1977, S. 336–341.
- The Battle of the Conscience. Washington, D.C.: Washington Institute of Medicine, 1948.
- Divorce Won't Help. New York: Harper & Brothers, 1948.
- Conflict in Marriage. New York: Harper & Brothers, 1949.
- The Basic Neurosis. New York: Harper and Brothers, 1949.
- The Writer and Psychoanalysis. Garden City: Doubleday and Co., 1949.
- Money and Emotional Conflicts. Doubleday and Co., 1951.
- Neurotic Counterfeit-Sex. New York: Grune & Stratton, 1951.
- The Superego. New York: Grune & Stratton, 1952.
- Fashion and the Unconscious. New York: Robert Brunner, 1953.
- Kinsey’s Myth of Female Sexuality: The Medical Facts. New York: Grune and Stratton, 1954.
- The Revolt of the Middle-Aged Man. New York: A.A. Wyn, 1954.
  - Die Revolte der Fünfzigjährigen. Aus d. Amerikan. übertr. von Alice Meyer. Zürich : Europa Verl., 1955.
- Homosexuality: Disease or Way of Life? New York: Hill and Wang, 1956.
- Laughter and the Sense of Humor. New York: Intercontinental Medical Book Corp., 1956.
- Psychology of Gambling. New York: Hill & Wang, 1957.
- Counterfeit-Sex: Homosexuality, Impotence and Frigidity. New York: Grune and Stratton, 1958.
- Principles of Self-Damage. New York: The Philosophical Library, 1959.
- One Thousand Homosexuals: Conspiracy of Silence, or Curing and Deglamorizing Homosexuals?. Paterson, New Jersey: Pageant Books, 1959.
- Tensions Can be Reduced to Nuisances. New York: Collier Books, 1960.
- Curable and Incurable Neurotics. New York: Liveright Pub. Co., 1961.
- mit Joost Meerloo: Justice and Injustice. New York: Grune and Stratton, 1963.
- Parents Not Guilty. New York: Liveright Pub. Co., 1964.

postum
- Selected papers of Edmund Bergler, M.D., 1933–1961. New York: Grune and Stratton, 1969.
- The Talent for Stupidity : The Psychology of the Bungler, the Incompetent, and the Ineffectual. 1998 ISBN 978-0-8236-6345-3.